# Tournois WTA 125
Les tournois WTA 125, ou officiellement WTA 125K Series jusqu'en 2021, sont une catégorie de tournois de tennis professionnel féminin disputée sur le circuit WTA et créée en 2012. Ils constituent une catégorie intermédiaire de tournois hiérarchiquement inférieurs aux tournois WTA 250 et supérieurs aux tournois du circuit secondaire de l'ITF. Ils sont parfois comparés au niveau des tournois Challenger du circuit masculin car ils permettent aux joueuses de faire une transition entre le circuit ITF et le circuit principal.
Initialement dotés de 125 000 dollars comme leur nom l'indique, ces tournois sont depuis 2015 dotés de 115 000 $. De 2 épreuves lors de leur première saison en 2012, leur nombre varie ensuite entre 6 (en saison 2015) et 25 (saison 2022), hormis pour la saison 2020 affectée par la pandémie de Covid-19.

## Appellations historiques
2012–2020

WTA 125K series
2021–aujourd'hui

WTA 125

## Points WTA

### Depuis 2024
Le nombre de points a été réévalué à la baisse pour tenir compte de l'augmentation du nombre de tournois WTA 125 par saison à compter de 2024,.
| Tour               | Simple tableau de 32 | Double tableau de 16 | Double tableau de 8 |
| ------------------ | -------------------- | -------------------- | ------------------- |
| Vainqueure         | 125                  | 125                  | 125                 |
| Finale             | 81                   | 81                   | 81                  |
| Demi-finale        | 49                   | 49                   | 49                  |
| Quart de finale    | 27                   | 27                   | 1                   |
| Huitième de finale | 15                   | 1                    | -                   |
| Seizième de finale | 1                    | -                    | -                   |

### De 2012 à 2023
| Tour               | Simple tableau de 32 | Double tableau de 16 | Double tableau de 8 |
| ------------------ | -------------------- | -------------------- | ------------------- |
| Vainqueure         | 160                  | 160                  | 160                 |
| Finale             | 95                   | 95                   | 95                  |
| Demi-finale        | 57                   | 57                   | 57                  |
| Quart de finale    | 29                   | 29                   | 1                   |
| Huitième de finale | 15                   | 1                    | -                   |
| Seizième de finale | 1                    | -                    | -                   |

## Résultats

### Saison 2025
Le circuit WTA 125 franchit une nouvelle étape en 2025 avec plus de 50 tournois programmés.
| N° | Date               | Nom du tournoi                            | Ville                 | Dotation  | Surface      | Vainqueure             | Finaliste             | Score          | Parcours |
| -- | ------------------ | ----------------------------------------- | --------------------- | --------- | ------------ | ---------------------- | --------------------- | -------------- | -------- |
| 1  | 30 décembre 2024   | Workday Canberra International            | Canberra              | 115 000 $ | Dur (ext.)   | Aoi Ito                | Wei Sijia             | 6-4, 6-3       | Tableau  |
| 2  | 3 février 2025     | L&T Mumbai Open                           | Bombay                | 115 000 $ | Dur (ext.)   | Jil Teichmann          | M. Sawangkaew         | 6-3, 6-4       | Tableau  |
| 3  | 10 février 2025    | Cancún Open                               | Cancún                | 115 000 $ | Dur (ext.)   | Emiliana Arango        | Carson Branstine      | 6–2, 6–1       | Tableau  |
| 4  | 17 mars 2025       | Megasaray Hotels Open 1                   | Antalya               | 115 000 $ | Terre (ext.) | Anca Todoni            | L. Romero Gormaz      | 6-3, 6-2       | Tableau  |
| 5  | 24 mars 2025       | Puerto Vallarta Open                      | Puerto Vallarta       | 115 000 $ | Dur (ext.)   | Jaqueline Cristian     | Linda Fruhvirtová     | 7-5, 6-4       | Tableau  |
| 6  | 24 mars 2025       | Megasaray Hotels Open 2                   | Antalya               | 115 000 $ | Terre (ext.) | Olga Danilović         | V. Jiménez Kasintseva | 6-2, 6-3       | Tableau  |
| 7  | 31 mars 2025       | Open Internacional Femeni Solgironès      | La Bisbal d'Empordà   | 115 000 $ | Terre (ext.) | Darja Semenistaja      | Dalma Gálfi           | 5-7, 6-0, 6-4  | Tableau  |
| 8  | 31 mars 2025       | Megasaray Hotels Open 3                   | Antalya               | 115 000 $ | Terre (ext.) | Solana Sierra          | L. Romero Gormaz      | 6-3, 6-4       | Tableau  |
| 9  | 14 avril 2025      | Oeiras Ladies Open                        | Oeiras                | 115 000 $ | Terre (ext.) | Dalma Gálfi            | Katie Volynets        | 4-6, 6-1, 6-2  | Tableau  |
| 10 | 28 avril 2025      | Open 35 de Saint-Malo                     | Saint-Malo            | 115 000 $ | Terre (ext.) | Naomi Osaka            | Kaja Juvan            | 6-1, 7-5       | Tableau  |
| 11 | 28 avril 2025      | Catalonia Open WTA 125                    | Vic                   | 115 000 $ | Terre (ext.) | Dalma Gálfi            | Rebeka Masarova       | 6-3, 6-0       | Tableau  |
| 12 | 12 mai 2025        | Parma Ladies Open                         | Parme                 | 115 000 $ | Terre (ext.) | Mayar Sherif           | Victoria Mboko        | 6-4, 6-4       | Tableau  |
| 13 | 12 mai 2025        | Trophée Clarins                           | Paris                 | 115 000 $ | Terre (ext.) | Katie Boulter          | Chloé Paquet          | 3-6, 6-2, 6-3  | Tableau  |
| 14 | 2 juin 2025        | Lexus Birmingham Open                     | Birmingham            | 115 000 $ | Gazon (ext.) | Greet Minnen           | Linda Fruhvirtová     | 6-2, 6-1       | Tableau  |
| 15 | 2 juin 2025        | Open delle Puglie                         | Bari                  | 115 000 $ | Terre (ext.) | Anca Todoni            | Anna Bondár           | 64-7, 6-4, 6-4 | Tableau  |
| 16 | 2 juin 2025        | Makarska Open                             | Makarska              | 115 000 $ | Terre (ext.) | Sára Bejlek            | V. Jiménez Kasintseva | 6-0, 6-1       | Tableau  |
| 17 | 9 juin 2025        | Lexus Ilkley Open                         | Ilkley                | 115 000 $ | Gazon (ext.) | Iva Jovic              | Rebecca Marino        | 6-1, 6-3       | Tableau  |
| 18 | 9 juin 2025        | Citta' di Grado Tennis Cup                | Grado                 | 115 000 $ | Terre (ext.) | Tereza Valentová       | Barbora Palicová      | 6-2, 4-6, 6-1  | Tableau  |
| 19 | 9 juin 2025        | BBVA Open Internacional de Valencia       | Valence               | 115 000 $ | Terre (ext.) | Nuria Párrizas Díaz    | Louisa Chirico        | 7-5, 7-69      | Tableau  |
| 20 | 7 juillet 2025     | Hall of Fame Open                         | Newport               | 115 000 $ | Gazon (ext.) | Caty McNally           | Tatjana Maria         | 2-6, 6-4, 6-2  | Tableau  |
| 21 | 7 juillet 2025     | Nordea Open                               | Båstad                | 115 000 $ | Terre (ext.) | Elisabetta Cocciaretto | Katarzyna Kawa        | 6-3, 6-4       | Tableau  |
| 22 | 7 juillet 2025     | Grand Est Open 88                         | Contrexéville         | 115 000 $ | Terre (ext.) | Francesca Jones        | Elsa Jacquemot        | 6-4, 7-62      | Tableau  |
| 23 | 14 juillet 2025    | ATV Bancomat Tennis Open                  | Rome                  | 115 000 $ | Terre (ext.) | Petra Marčinko         | Oksana Selekhmeteva   | 6-3, 4-6, 6-3  | Tableau  |
| 24 | 14 juillet 2025    | Eupago Porto Open                         | Porto                 | 115 000 $ | Dur (ext.)   | Tereza Valentová       | Lanlana Tararudee     | 6-4, 6-2       | Tableau  |
| 25 | 21 juillet 2025    | Palermo Ladies Open                       | Palerme               | 115 000 $ | Terre (ext.) | Francesca Jones        | Anouk Koevermans      | 6-3, 6-2       | Tableau  |
| 26 | 28 juillet 2025    | T-Mobile Polish Open                      | Varsovie              | 115 000 $ | Dur (ext.)   | Kateřina Siniaková     | Viktorija Golubic     | 6-1, 6-2       | Tableau  |
| 27 | 1er septembre 2025 | Montreux Nestlé Open                      | Montreux              | 115 000 $ | Terre (ext.) |                        |                       |                | Tableau  |
| 28 | 1er septembre 2025 | Guadalajara 125 Open                      | Guadalajara           | 115 000 $ | Dur (ext.)   |                        |                       |                | Tableau  |
| 29 | 1er septembre 2025 | Changsha Open                             | Changsha              | 115 000 $ | Terre (ext.) |                        |                       |                | Tableau  |
| 30 | 8 septembre 2025   | Zavarovalnica Sava Ljubljana              | Ljubljana             | 115 000 $ | Terre (ext.) |                        |                       |                | Tableau  |
| 31 | 8 septembre 2025   | Open Internacional de San Sebastian       | Saint-Sébastien       | 115 000 $ | Terre (ext.) |                        |                       |                | Tableau  |
| 32 | 8 septembre 2025   | Huzhou Open                               | Huzhou                | 115 000 $ | Terre (ext.) |                        |                       |                | Tableau  |
| 33 | 15 septembre 2025  | Tolentino Open                            | Tolentino             | 115 000 $ | Terre (ext.) |                        |                       |                | Tableau  |
| 34 | 15 septembre 2025  | Full Protein Caldas da Rainha Ladies Open | Caldas da Rainha      | 115 000 $ | Dur (ext.)   |                        |                       |                | Tableau  |
| 35 | 22 septembre 2025  | Jingshan Open                             | Jingshan              | 115 000 $ | Dur (ext.)   |                        |                       |                | Tableau  |
| 36 | 29 septembre 2025  | Internazonali di Calabria                 | Rende                 | 115 000 $ | Terre (ext.) |                        |                       |                | Tableau  |
| 37 | 29 septembre 2025  | Suzhou WTA 125                            | Suzhou                | 115 000 $ | Dur (ext.)   |                        |                       |                | Tableau  |
| 38 | 29 septembre 2025  | Samsun Open                               | Samsun                | 115 000 $ | Dur (ext.)   |                        |                       |                | Tableau  |
| 39 | 6 octobre 2025     | Mallorca Women's Tennis Championships     | Calvià                | 115 000 $ | Terre (ext.) |                        |                       |                | Tableau  |
| 40 | 13 octobre 2025    | Abierto Tampico                           | Tampico               | 115 000 $ | Dur (ext.)   |                        |                       |                | Tableau  |
| 41 | 13 octobre 2025    | Jinan Open                                | Jinan                 | 115 000 $ | Dur (ext.)   |                        |                       |                | Tableau  |
| 42 | 13 octobre 2025    | Rio Ladies Open                           | Rio de Janeiro        | 115 000 $ | Terre (ext.) |                        |                       |                | Tableau  |
| 43 | 20 octobre 2025    | Internazionale Citta di Rovereto          | Rovereto              | 115 000 $ | Dur (int.)   |                        |                       |                | Tableau  |
| 44 | 20 octobre 2025    | MundoTenis Open                           | Florianopolis         | 115 000 $ | Terre (ext.) |                        |                       |                | Tableau  |
| 45 | 20 octobre 2025    | Querétaro Open                            | Santiago de Querétaro | 115 000 $ | Dur (ext.)   |                        |                       |                | Tableau  |
| 46 | 27 octobre 2025    | Cali Open                                 | Cali                  | 115 000 $ | Terre (ext.) |                        |                       |                | Tableau  |
| 47 | 3 novembre 2025    | Austin WTA 125                            | Austin                | 115 000 $ | Dur (ext.)   |                        |                       |                | Tableau  |
| 48 | 3 novembre 2025    | LP Open by IND                            | Colina                | 115 000 $ | Terre (ext.) |                        |                       |                | Tableau  |
| 49 | 24 novembre 2025   | IEB+ Argentina Open                       | Buenos Aires          | 115 000 $ | Terre (ext.) |                        |                       |                | Tableau  |
| 50 | 1er décembre 2025  | Quito Open                                | Quito                 | 115 000 $ | Terre (ext.) |                        |                       |                | Tableau  |
| 51 | 1er décembre 2025  | Open In Arte Angers Loire                 | Angers                | 115 000 $ | Dur (int.)   |                        |                       |                | Tableau  |
| 52 | 8 décembre 2025    | Open BLS de Limoges                       | Limoges               | 115 000 $ | Dur (int.)   |                        |                       |                | Tableau  |

### Saison 2024
| N° | Date              | Nom du tournoi                       | Ville               | Dotation  | Surface      | Vainqueure             | Finaliste              | Score          | Parcours |
| -- | ----------------- | ------------------------------------ | ------------------- | --------- | ------------ | ---------------------- | ---------------------- | -------------- | -------- |
| 1  | 1er janvier 2024  | Workday Canberra International       | Canberra            | 115 000 $ | Dur (ext.)   | Nuria Párrizas Díaz    | Harriet Dart           | 6-4, 6-3       | Tableau  |
| 2  | 5 février 2024    | L&T Mumbai Open                      | Bombay              | 115 000 $ | Dur (ext.)   | Darja Semeņistaja      | Storm Hunter           | 5-7, 7-66, 6-2 | Tableau  |
| 3  | 19 février 2024   | Puerto Vallarta Open                 | Puerto Vallarta     | 115 000 $ | Dur (ext.)   | McCartney Kessler      | Taylah Preston         | 5-7, 6-3, 6-0  | Tableau  |
| 4  | 11 mars 2024      | Fifth Third Charleston 125 I         | Charleston          | 115 000 $ | Dur (ext.)   | Elisabetta Cocciaretto | Diana Shnaider         | 6-3, 6-2       | Tableau  |
| 5  | 25 mars 2024      | San Luis Potosí Open                 | San Luis Potosí     | 115 000 $ | Terre (ext.) | Nadia Podoroska        | Francesca Jones        | 6-1, 6-2       | Tableau  |
| 6  | 26 mars 2024      | Megasaray Hotels Open                | Antalya             | 115 000 $ | Terre (ext.) | Jéssica Bouzas Maneiro | Irina-Camelia Begu     | 6-2, 4-6, 6-2  | Tableau  |
| 7  | 2 avril 2024      | Open Internacional Femeni Solgironès | La Bisbal d'Empordà | 115 000 $ | Terre (ext.) | María Carlé            | Rebeka Masarova        | 3-6, 6-1, 6-2  | Tableau  |
| 8  | 15 avril 2024     | Oeiras Open                          | Oeiras              | 115 000 $ | Terre (ext.) | Suzan Lamens           | Clara Tauson           | 6-4, 5-7, 6-4  | Tableau  |
| 9  | 29 avril 2024     | Open 35 de Saint-Malo                | Saint-Malo          | 115 000 $ | Terre (ext.) | Loïs Boisson           | Chloé Paquet           | 4-6, 7-63, 6-3 | Tableau  |
| 10 | 29 avril 2024     | Catalonia Open WTA 125               | Lleida              | 115 000 $ | Terre (ext.) | Kateřina Siniaková     | Mayar Sherif           | 6-4, 4-6, 6-3  | Tableau  |
| 11 | 13 mai 2024       | Trophée Clarins                      | Paris               | 115 000 $ | Terre (ext.) | Diana Shnaider         | Emma Navarro           | 6-2, 3-6, 6-4  | Tableau  |
| 12 | 13 mai 2024       | Parma Ladies Open                    | Parme               | 115 000 $ | Terre (ext.) | A.K. Schmiedlová       | Mayar Sherif           | 7-5, 2-6, 6-4  | Tableau  |
| 13 | 3 juin 2024       | Open delle Puglie                    | Bari                | 115 000 $ | Terre (ext.) | Anca Todoni            | Panna Udvardy          | 6-4, 6-0       | Tableau  |
| 14 | 3 juin 2024       | Makarska Open                        | Makarska            | 115 000 $ | Terre (ext.) | Katie Volynets         | Mayar Sherif           | 3-6, 6-2, 6-1  | Tableau  |
| 15 | 10 juin 2024      | BBVA Open Internacional de Valencia  | Valence             | 115 000 $ | Terre (ext.) | Ann Li                 | Viktoriya Tomova       | 6-3, 6-4       | Tableau  |
| 16 | 17 juin 2024      | Veneto Open                          | Gaiba               | 115 000 $ | Gazon (ext.) | Alycia Parks           | Bernarda Pera          | 6-3, 6-1       | Tableau  |
| 17 | 8 juillet 2024    | Nordea Open                          | Båstad              | 115 000 $ | Terre (ext.) | Martina Trevisan       | Ann Li                 | 6-2, 6-2       | Tableau  |
| 18 | 8 juillet 2024    | Grand Est Open 88                    | Contrexéville       | 115 000 $ | Terre (ext.) | Lucia Bronzetti        | Mayar Sherif           | 6-4, 64-7, 7-5 | Tableau  |
| 19 | 22 juillet 2024   | Polish Open                          | Kozerki             | 115 000 $ | Dur (ext.)   | Alycia Parks           | Maya Joint             | 3-6, 6-3, 6-3  | Tableau  |
| 20 | 4 août 2024       | ECE Ladies Hamburg Open              | Hambourg            | 115 000 $ | Terre (ext.) | Anna Bondár            | Arantxa Rus            | 6-4, 6-2       | Tableau  |
| 21 | 12 août 2024      | Barranquilla Open 2024               | Barranquilla        | 115 000 $ | Dur (ext.)   | Nadia Podoroska        | Tatjana Maria          | 6-2, 1-6, 6-3  | Tableau  |
| 22 | 2 septembre 2024  | Elle Spirit Open                     | Montreux            | 115 000 $ | Terre (ext.) | Irina-Camelia Begu     | Petra Marčinko         | 1-6, 6-3, 6-0  | Tableau  |
| 23 | 2 septembre 2024  | Guadalajara 125 Open                 | Guadalajara         | 115 000 $ | Dur (ext.)   | Kamilla Rakhimova      | Tatjana Maria          | 6-3, 65-7, 6-3 | Tableau  |
| 24 | 9 septembre 2024  | Zavarovalnica Sava Ljubljana         | Ljubljana           | 115 000 $ | Terre (ext.) | Jil Teichmann          | Nuria Párrizas Díaz    | 7-68, 6-4      | Tableau  |
| 25 | 9 septembre 2024  | Tiriac Foundation Trophy             | Bucarest            | 115 000 $ | Terre (ext.) | Miriam Bulgaru         | Kathinka von Deichmann | 6-3, 1-6, 6-4  | Tableau  |
| 26 | 30 septembre 2024 | Hong Kong 125 Open                   | Hong Kong           | 115 000 $ | Dur (ext.)   | Ajla Tomljanović       | Clara Tauson           | 4-6, 6-4, 6-4  | Tableau  |
| 27 | 21 octobre 2024   | Abierto Tampico                      | Tampico             | 115 000 $ | Dur (ext.)   | Marina Stakusic        | Anna Blinkova          | 6-4, 2-6, 6-4  | Tableau  |
| 28 | 28 octobre 2024   | Bolivia Open                         | Santa Cruz          | 115 000 $ | Terre (ext.) | Anca Todoni            | Emiliana Arango        | 7-65, 6-0      | Tableau  |
| 29 | 4 novembre 2024   | Cali Open                            | Cali                | 115 000 $ | Terre (ext.) | Irina-Camelia Begu     | Veronika Erjavec       | 6-3, 6-3       | Tableau  |
| 30 | 4 novembre 2024   | Dow Tennis Classic                   | Midland             | 115 000 $ | Dur (int.)   | Rebecca Marino         | Alycia Parks           | 6-2, 6-1       | Tableau  |
| 31 | 18 novembre 2024  | Fifth Third Charleston 125 II        | Charleston          | 115 000 $ | Terre (ext.) | Renata Zarazúa         | Hanna Chang            | 6-1, 7-64      | Tableau  |
| 32 | 18 novembre 2024  | LP Open by IND                       | Colina              | 115 000 $ | Terre (ext.) | Nina Stojanović        | María Carlé            | 3-6, 6-4, 6-4  | Tableau  |
| 33 | 25 novembre 2024  | IEB+ Argentina Open                  | Buenos Aires        | 115 000 $ | Terre (ext.) | Mayar Sherif           | Katarzyna Kawa         | 6-3, 4-6, 6-4  | Tableau  |
| 34 | 2 décembre 2024   | Open In Arte Angers Loire            | Angers              | 115 000 $ | Dur (int.)   | Alycia Parks           | Belinda Bencic         | 7-64, 3-6, 6-0 | Tableau  |
| 35 | 2 décembre 2024   | MundoTenis Open                      | Florianópolis       | 115 000 $ | Terre (ext.) | Maja Chwalińska        | Ylena In-Albon         | 6-1, 6-2       | Tableau  |
| 36 | 9 décembre 2024   | Open BLS de Limoges                  | Limoges             | 115 000 $ | Dur (int.)   | Viktorija Golubic      | Céline Naef            | 7-5, 6-4       | Tableau  |

### Saison 2023
| N° | Date              | Nom du tournoi                       | Ville               | Dotation  | Surface      | Vainqueure             | Finaliste                | Score          | Parcours |
| -- | ----------------- | ------------------------------------ | ------------------- | --------- | ------------ | ---------------------- | ------------------------ | -------------- | -------- |
| 1  | 30 janvier 2023   | Copa Oster                           | Cali                | 115 000 $ | Terre (ext.) | Nadia Podoroska        | Paula Ormaechea          | 6-4, 6-2       | Tableau  |
| 2  | 27 mars 2023      | San Luis Potosí 125                  | San Luis Potosí     | 115 000 $ | Terre (ext.) | Elisabetta Cocciaretto | Sara Errani              | 5-7, 6-4, 7-5  | Tableau  |
| 3  | 1er mai 2023      | Open 35 de Saint-Malo                | Saint-Malo          | 115 000 $ | Terre (ext.) | Sloane Stephens        | Greet Minnen             | 6-3, 6-4       | Tableau  |
| 4  | 1er mai 2023      | Catalonia Open WTA 125               | Reus                | 115 000 $ | Terre (ext.) | Sorana Cîrstea         | Elizabeth Mandlik        | 6-1, 4-6, 7-61 | Tableau  |
| 5  | 15 mai 2023       | Firenze Ladies Open                  | Florence            | 115 000 $ | Terre (ext.) | Jasmine Paolini        | Taylor Townsend          | 6-3, 7-5       | Tableau  |
| 6  | 15 mai 2023       | Trophée Clarins                      | Paris               | 115 000 $ | Terre (ext.) | Diane Parry            | Catherine McNally        | Forfait        | Tableau  |
| 7  | 5 juin 2023       | Makarska International Championships | Makarska            | 115 000 $ | Terre (ext.) | Mayar Sherif           | Jasmine Paolini          | 2-6, 7-66, 7-5 | Tableau  |
| 8  | 5 juin 2023       | Open Internacional Femeni Solgironès | La Bisbal d'Empordà | 115 000 $ | Terre (ext.) | Arantxa Rus            | Panna Udvardy            | 7-62, 6-3      | Tableau  |
| 9  | 12 juin 2023      | BBVA Open Internacional de Valencia  | Valence             | 115 000 $ | Terre (ext.) | Mayar Sherif           | Marina Bassols Ribera    | 6-3, 6-3       | Tableau  |
| 10 | 19 juin 2023      | Veneto Open                          | Gaiba               | 115 000 $ | Gazon (ext.) | Ashlyn Krueger         | Tatjana Maria            | 3-6, 6-4, 7-5  | Tableau  |
| 11 | 10 juillet 2023   | Nordea Open                          | Båstad              | 115 000 $ | Terre (ext.) | Olga Danilović         | Emma Navarro             | 7-64, 3-6, 6-3 | Tableau  |
| 12 | 10 juillet 2023   | Grand Est Open 88                    | Contrexéville       | 115 000 $ | Terre (ext.) | Arantxa Rus            | Anastasia Pavlyuchenkova | 6-3, 6-3       | Tableau  |
| 13 | 17 juillet 2023   | BCR Iași Open                        | Iași                | 115 000 $ | Terre (ext.) | Ana Bogdan             | Irina-Camelia Begu       | 6-2, 6-3       | Tableau  |
| 14 | 7 août 2023       | Polish Open                          | Kozerki             | 115 000 $ | Dur (ext.)   | Dayana Yastremska      | Greet Minnen             | 2-6, 6-1, 6-3  | Tableau  |
| 15 | 14 août 2023      | Golden Gate Open at Stanford         | Stanford            | 115 000 $ | Dur (ext.)   | Wang Yafan             | Kamilla Rakhimova        | 6-2, 6-0       | Tableau  |
| 16 | 14 août 2023      | Barranquilla Open 2023               | Barranquilla        | 115 000 $ | Dur (ext.)   | Tatjana Maria          | Fiona Ferro              | 6-1, 6-2       | Tableau  |
| 17 | 21 août 2023      | Chicago Women's Open                 | Chicago             | 115 000 $ | Dur (ext.)   | Viktoriya Tomova       | Claire Liu               | 6-1, 6-4       | Tableau  |
| 18 | 4 septembre 2023  | Open delle Puglie                    | Bari                | 115 000 $ | Terre (ext.) | Tamara Zidansek        | Rebecca Šramková         | 3-6, 7-5, 6-1  | Tableau  |
| 19 | 11 septembre 2023 | Țiriac Foundation Trophy             | Bucarest            | 115 000 $ | Terre (ext.) | Astra Sharma           | Sara Errani              | 0-6, 7-5, 6-2  | Tableau  |
| 20 | 11 septembre 2023 | Zavarovalnica Sava Ljubljana         | Ljubljana           | 115 000 $ | Terre (ext.) | Marina Bassols Ribera  | Zeynep Sönmez            | 6-0, 7-62      | Tableau  |
| 21 | 18 septembre 2023 | Parma Ladies Open                    | Parme               | 115 000 $ | Terre (ext.) | Ana Bogdan             | A.K. Schmiedlová         | 7-5, 6-1       | Tableau  |
| 22 | 9 octobre 2023    | Open de Rouen Capfinances            | Rouen               | 115 000 $ | Dur (int.)   | Viktorija Golubic      | Erika Andreeva           | 6-4, 6-1       | Tableau  |
| 23 | 23 octobre 2023   | Abierto Tampico                      | Tampico             | 115 000 $ | Dur (ext.)   | Emina Bektas           | Anna Kalinskaya          | 6-3, 3-6, 7-63 | Tableau  |
| 24 | 30 octobre 2023   | Dow Tennis Classic                   | Midland             | 115 000 $ | Dur (int.)   | Anna Kalinskaya        | Jana Fett                | 7-5, 6-4       | Tableau  |
| 25 | 13 novembre 2023  | LP Open by IND                       | Colina              | 115 000 $ | Terre (ext.) | Sára Bejlek            | Diane Parry              | 6-2, 6-1       | Tableau  |
| 26 | 20 novembre 2023  | MundoTenis Open                      | Florianópolis       | 115 000 $ | Terre (ext.) | Ajla Tomljanović       | M. Capurro Taborda       | 6-1, 7-5       | Tableau  |
| 27 | 27 novembre 2023  | Crèdit Andorrà Open                  | Andorre-la-Vieille  | 115 000 $ | Dur (int.)   | Marina Bassols Ribera  | Erika Andreeva           | 7-5, 7-63      | Tableau  |
| 28 | 27 novembre 2023  | IEB+ Argentina Open                  | Buenos Aires        | 115 000 $ | Terre (ext.) | Laura Pigossi          | María Carlé              | 6-3, 6-2       | Tableau  |
| 29 | 4 décembre 2023   | Open Angers Arena Loire              | Angers              | 115 000 $ | Dur (int.)   | Clara Burel            | Chloé Paquet             | 6-3, 4-6, 6-2  | Tableau  |
| 30 | 11 décembre 2023  | Montevideo Open                      | Montevideo          | 115 000 $ | Terre (ext.) | Renata Zarazúa         | Diane Parry              | 7-5, 3-6, 6-4  | Tableau  |
| 31 | 11 décembre 2023  | Open BLS de Limoges                  | Limoges             | 115 000 $ | Dur (int.)   | Cristina Bucșa         | Elsa Jacquemot           | 2-6, 6-1, 6-2  | Tableau  |

### Saison 2022
| N° | Date              | Nom du tournoi                                            | Ville              | Dotation  | Surface      | Vainqueure             | Finaliste              | Score           | Parcours |
| -- | ----------------- | --------------------------------------------------------- | ------------------ | --------- | ------------ | ---------------------- | ---------------------- | --------------- | -------- |
| 1  | 28 mars 2022      | AnyTech 365 Andalucia Open                                | Marbella           | 115 000 $ | Terre (ext.) | Mayar Sherif           | Tamara Korpatsch       | 7-61, 6-4       | Tableau  |
| 2  | 2 mai 2022        | Open 35 de Saint-Malo                                     | Saint-Malo         | 115 000 $ | Terre (ext.) | Beatriz Haddad Maia    | Anna Blinkova          | 7-63, 6-3       | Tableau  |
| 3  | 9 mai 2022        | Trophée Lagardère                                         | Paris              | 115 000 $ | Terre (ext.) | Claire Liu             | Beatriz Haddad Maia    | 6-3, 6-4        | Tableau  |
| 4  | 9 mai 2022        | Karlsruhe Open                                            | Karlsruhe          | 115 000 $ | Terre (ext.) | Mayar Sherif           | Bernarda Pera          | 6-2, 6-4        | Tableau  |
| 5  | 31 mai 2022       | Makarska International Championships                      | Makarska           | 115 000 $ | Terre (ext.) | Jule Niemeier          | Elisabetta Cocciaretto | 7-5, 6-1        | Tableau  |
| 6  | 6 juin 2022       | BBVA Open Internacional de Valencia                       | Valence            | 115 000 $ | Terre (ext.) | Zheng Qinwen           | Wang Xiyu              | 6-4, 4-6, 6-3   | Tableau  |
| 7  | 13 juin 2022      | Veneto Open Internazionali Confindustria Venezia e Rovigo | Gaiba              | 115 000 $ | Gazon (ext.) | Alison Van Uytvanck    | Sara Errani            | 6-4, 6-3        | Tableau  |
| 8  | 4 juillet 2022    | Nordea Open                                               | Båstad             | 115 000 $ | Terre (ext.) | Jang Su-jeong          | Rebeka Masarova        | 3-6, 6-3, 6-1   | Tableau  |
| 9  | 5 juillet 2022    | Grand Est Open 88                                         | Contrexéville      | 115 000 $ | Terre (ext.) | Sara Errani            | Dalma Galfi            | 6-4, 1-6, 7-64  | Tableau  |
| 10 | 1er août 2022     | BCR Iași Open                                             | Iași               | 115 000 $ | Terre (ext.) | Ana Bogdan             | Panna Udvardy          | 6-2, 6-6, 6-1   | Tableau  |
| 11 | 8 août 2022       | Thoreau Tennis Open 125                                   | Concord            | 115 000 $ | Dur (ext.)   | Coco Vandeweghe        | Bernarda Pera          | 6-3, 5-7, 6-4   | Tableau  |
| 12 | 15 août 2022      | Odlum Brown VanOpen                                       | Vancouver          | 115 000 $ | Dur (ext.)   | V.Grammatikopoulou     | Lucia Bronzetti        | 6-2, 6-4        | Tableau  |
| 13 | 5 septembre 2022  | Open delle Puglie                                         | Bari               | 115 000 $ | Terre (ext.) | Julia Grabher          | Nuria Brancaccio       | 6-4, 6-2        | Tableau  |
| 14 | 12 septembre 2022 | Tiriac Foundation Trophy                                  | Bucarest           | 115 000 $ | Terre (ext.) | Irina-Camelia Begu     | Réka Luca Jani         | 6-3, 6-3        | Tableau  |
| 15 | 19 septembre 2022 | Budapest Open 125                                         | Budapest           | 115 000 $ | Terre (ext.) | Tamara Korpatsch       | Viktoriya Tomova       | 7-63, 64-7, 6-0 | Tableau  |
| 16 | 17 octobre 2022   | Open de Rouen Capfinances                                 | Rouen              | 115 000 $ | Dur (int.)   | Maryna Zanevska        | Viktorija Golubic      | 7-66, 6-1       | Tableau  |
| 17 | 24 octobre 2022   | Abierto Tampico                                           | Tampico            | 115 000 $ | Dur (ext.)   | Elisabetta Cocciaretto | Magda Linette          | 7-65, 4-6, 6-1  | Tableau  |
| 18 | 31 octobre 2022   | Dow Tennis Classic                                        | Midland            | 115 000 $ | Dur (int.)   | Caty McNally           | Anna-Lena Friedsam     | 6-3, 6-2        | Tableau  |
| 19 | 7 novembre 2022   | LP Chile Colina Open                                      | Colina             | 115 000 $ | Dur (ext.)   | Mayar Sherif           | Kateryna Baindl        | 3-6, 7-63, 7-5  | Tableau  |
| 20 | 14 novembre 2022  | Buenos Aires Open                                         | Buenos Aires       | 115 000 $ | Terre (ext.) | Panna Udvardy          | Danka Kovinić          | 6-4, 6-1        | Tableau  |
| 21 | 21 novembre 2022  | Montevideo Open                                           | Montevideo         | 115 000 $ | Terre (ext.) | Diana Shnaider         | Léolia Jeanjean        | 6-4, 6-4        | Tableau  |
| 22 | 28 novembre 2022  | Crèdit Andorrà Open                                       | Andorre-la-Vieille | 115 000 $ | Dur (int.)   | Alycia Parks           | Rebecca Peterson       | 6-1, 6-4        | Tableau  |
| 23 | 5 décembre 2022   | Open Angers Arena Loire                                   | Angers             | 115 000 $ | Dur (int.)   | Alycia Parks           | Anna-Lena Friedsam     | 6-4, 4-6, 6-4   | Tableau  |
| 24 | 12 décembre 2022  | Open BLS de Limoges                                       | Limoges            | 115 000 $ | Dur (int.)   | Anhelina Kalinina      | Clara Tauson           | 6-3, 5-7, 6-4   | Tableau  |

### Saison 2021
| N° | Date              | Nom du tournoi               | Ville        | Dotation  | Surface      | Vainqueure          | Finaliste           | Score          | Parcours |
| -- | ----------------- | ---------------------------- | ------------ | --------- | ------------ | ------------------- | ------------------- | -------------- | -------- |
| 1  | 3 mai 2021        | Open 35 de Saint-Malo        | Saint-Malo   | 115 000 $ | Dur (ext.)   | Viktorija Golubic   | Jasmine Paolini     | 6-1, 6-3       | Tableau  |
| 2  | 7 juin 2021       | Croatia Bol Open             | Bol          | 115 000 $ | Terre (ext.) | Jasmine Paolini     | Arantxa Rus         | 6-2, 7-64      | Tableau  |
| 3  | 5 juillet 2021    | Nordea Open                  | Båstad       | 115 000 $ | Terre (ext.) | Nuria Párrizas Díaz | Olga Govortsova     | 6-2, 6-2       | Tableau  |
| 4  | 26 juillet 2021   | Belgrade Open                | Belgrade     | 115 000 $ | Terre (ext.) | A.K.Schmiedlová     | Arantxa Rus         | 6-3, 6-3       | Tableau  |
| 5  | 26 juillet 2021   | LTP Women's Open             | Charleston   | 115 000 $ | Terre (ext.) | Varvara Lepchenko   | Jamie Loeb          | 7-64, 4-6, 6-4 | Tableau  |
| 6  | 2 août 2021       | Thoreau Tennis Open          | Concord      | 115 000 $ | Dur (ext.)   | Magdalena Fręch     | Renata Zarazúa      | 6-3, 7-64      | Tableau  |
| 7  | 16 août 2021      | WTA Chicago 125              | Chicago      | 115 000 $ | Dur (ext.)   | Clara Tauson        | Emma Raducanu       | 6-1, 2-6, 6-4  | Tableau  |
| 8  | 7 septembre 2021  | Karlsruhe Open               | Karlsruhe    | 115 000 $ | Dur (ext.)   | Mayar Sherif        | Martina Trevisan    | 6-3, 6-2       | Tableau  |
| 9  | 20 septembre 2021 | Columbus Open                | Columbus     | 115 000 $ | Dur (int.)   | Nuria Párrizas Díaz | Wang Xinyu          | 7-62, 6-3      | Tableau  |
| 10 | 1er novembre 2021 | Argentina Open               | Buenos Aires | 115 000 $ | Terre (ext.) | Anna Bondár         | Diane Parry         | 6-3, 6-3       | Tableau  |
| 11 | 1er novembre 2021 | Dow Tennis Classic           | Midland      | 115 000 $ | Dur (int.)   | Madison Brengle     | Robin Anderson      | 6-2, 6-4       | Tableau  |
| 12 | 15 novembre 2021  | Montevideo Open              | Montevideo   | 115 000 $ | Terre (ext.) | Diane Parry         | Panna Udvardy       | 6-3, 6-2       | Tableau  |
| 13 | 6 décembre 2021   | Open Angers Arena Loire      | Angers       | 115 000 $ | Dur (int.)   | Vitalia Diatchenko  | Zhang Shuai         | 6-0, 6-4       | Tableau  |
| 14 | 13 décembre 2021  | Tournoi de tennis de Limoges | Limoges      | 115 000 $ | Dur (int.)   | Alison Van Uytvanck | Ana Bogdan          | 6-2, 7-5       | Tableau  |
| 15 | 20 décembre 2021  | Hana Bank Korea Open         | Séoul        | 115 000 $ | Dur (int.)   | Zhu Lin             | Kristina Mladenovic | 6-0, 6-4       | Tableau  |

### Saison 2020
Les tournois qui devaient se tenir initialement en 2020 étaient au nombre de 14, seuls 3 ont pu se dérouler :
| N° | Date            | Nom du tournoi           | Ville         | Dotation  | Surface      | Vainqueure         | Finaliste              | Score         | Parcours |
| -- | --------------- | ------------------------ | ------------- | --------- | ------------ | ------------------ | ---------------------- | ------------- | -------- |
| 1  | 27 janvier 2020 | Oracle Challenger Series | Newport Beach | 162 480 $ | Dur (ext.)   | Madison Brengle    | Stefanie Vögele        | 6-1, 3-6, 6-2 | Tableau  |
| 2  | 2 mars 2020     | Oracle Challenger Series | Indian Wells  | 162 480 $ | Dur (ext.)   | Irina-Camelia Begu | Misaki Doi             | 6-3, 6-3      | Tableau  |
| 3  | 29 août 2020    | Prague Open              | Prague        | 162 480 $ | Terre (ext.) | Kristína Kučová    | Elisabetta Cocciaretto | 6-4, 6-3      | Tableau  |

| Tournoi                  | Éditions WTA 125 |
| ------------------------ | ---------------- |
| Tournoi de Newport Beach | 2018-2020        |
| Tournoi d'Indian Wells   | 2018-2020        |
| Tournoi de Zapopan       | 2019, 2020       |
| Tournoi d'Anning         | 2018-2019, 2020  |
| Tournoi de Bol           | 2016-2019, 2020  |
| Tournoi de Båstad        | 2019, 2020       |
| Tournoi de Karlsruhe     | 2019, 2020       |
| Tournoi de New Haven     | 2019, 2020       |
| Tournoi de Varsovie      | 2020             |
| Tournoi de Prague        | 2020             |
| Tournoi de Tachkent      | 2020             |
| Tournoi de Taipei        | 2012-2019, 2020  |
| Tournoi de Houston       | 2018-2019, 2020  |
| Tournoi de Limoges       | 2014-2019, 2020  |

En italique, les éditions annulées en raison de la pandémie de Covid-19.

### Saison 2019
| N° | Date             | Nom du tournoi            | Ville         | Dotation  | Surface         | Vainqueure            | Finaliste             | Score         | Parcours |
| -- | ---------------- | ------------------------- | ------------- | --------- | --------------- | --------------------- | --------------------- | ------------- | -------- |
| 1  | 21 janvier 2019  | Oracle Challenger Series  | Newport Beach | 115 000 $ | Dur (ext.)      | Bianca Andreescu      | Jessica Pegula        | 0-6, 6-4, 6-2 | Tableau  |
| 2  | 25 février 2019  | Oracle Challenger Series  | Indian Wells  | 115 000 $ | Dur (ext.)      | Viktorija Golubic     | Jennifer Brady        | 3-6, 7-5, 6-3 | Tableau  |
| 3  | 11 mars 2019     | Abierto Zapopan           | Zapopan       | 115 000 $ | Dur (ext.)      | Veronika Kudermetova  | Marie Bouzková        | 6-2, 6-0      | Tableau  |
| 4  | 22 avril 2019    | Kunming Open              | Anning        | 115 000 $ | Terre (ext.)    | Zheng Saisai          | Zhang Shuai           | 6-4, 6-1      | Tableau  |
| 5  | 4 juin 2019      | Croatia Bol Open          | Bol           | 115 000 $ | Terre (ext.)    | Tamara Zidanšek       | Sara Sorribes Tormo   | 7-5, 7-5      | Tableau  |
| 6  | 8 juillet 2019   | Swedish Open              | Båstad        | 115 000 $ | Terre (ext.)    | Misaki Doi            | Danka Kovinić         | 6-4, 6-4      | Tableau  |
| 7  | 29 juillet 2019  | Liqui Moly Open Karlsruhe | Karlsruhe     | 115 000 $ | Terre (ext.)    | Patricia Maria Țig    | Alison Van Uytvanck   | 3-6, 6-1, 6-2 | Tableau  |
| 8  | 2 septembre 2019 | Oracle Challenger Series  | New Haven     | 115 000 $ | Dur (ext.)      | Anna Blinkova         | Usue Maitane Arconada | 6-4, 6-2      | Tableau  |
| 9  | 11 novembre 2019 | Taipei OEC Open           | Taipei        | 115 000 $ | Moquette (int.) | Vitalia Diatchenko    | Tímea Babos           | 6-3, 6-2      | Tableau  |
| 10 | 11 novembre 2019 | Oracle Challenger Series  | Houston       | 115 000 $ | Dur (ext.)      | Kirsten Flipkens      | Coco Vandeweghe       | 7-64, 6-4     | Tableau  |
| 11 | 16 décembre 2019 | Open BLS de Limoges       | Limoges       | 115 000 $ | Dur (int.)      | Ekaterina Alexandrova | Aliaksandra Sasnovich | 6-1, 6-3      | Tableau  |

### Saison 2018
| N° | Date             | Nom du tournoi                   | Ville         | Dotation  | Surface         | Vainqueure            | Finaliste           | Score          | Parcours |
| -- | ---------------- | -------------------------------- | ------------- | --------- | --------------- | --------------------- | ------------------- | -------------- | -------- |
| 1  | 22 janvier 2018  | Oracle Challenger Series         | Newport Beach | 140 000 $ | Dur (ext.)      | Danielle Collins      | Sofya Zhuk          | 2-6, 6-4, 6-3  | Tableau  |
| 2  | 26 février 2018  | Oracle Challenger Series         | Indian Wells  | 140 000 $ | Dur (ext.)      | Sara Errani           | Kateryna Bondarenko | 6-4, 6-2       | Tableau  |
| 3  | 16 avril 2018    | Biyuan Cup Zhengzhou Tennis Open | Zhengzhou     | 115 000 $ | Dur (ext.)      | Zheng Saisai          | Wang Yafan          | 5-7, 6-2, 6-1  | Tableau  |
| 4  | 30 avril 2018    | Kunming Open                     | Anning        | 115 000 $ | Terre (ext.)    | Irina Khromacheva     | Zheng Saisai        | 3-6, 6-4, 7-65 | Tableau  |
| 5  | 5 juin 2018      | Croatia Bol Open                 | Bol           | 115 000 $ | Terre (ext.)    | Tamara Zidanšek       | Magda Linette       | 6-1, 6-3       | Tableau  |
| 6  | 3 septembre 2018 | Oracle Challenger Series         | Chicago       | 140 000 $ | Dur (ext.)      | Petra Martić          | Mona Barthel        | 6-4, 6-1       | Tableau  |
| 7  | 29 octobre 2018  | L&T Mumbai Open                  | Bombay        | 115 000 $ | Dur (ext.)      | Luksika Kumkhum       | Irina Khromacheva   | 1-6, 6-2, 6-3  | Tableau  |
| 8  | 5 novembre 2018  | Engie Open de Limoges            | Limoges       | 115 000 $ | Dur (int.)      | Ekaterina Alexandrova | Evgeniya Rodina     | 6-2, 6-2       | Tableau  |
| 9  | 12 novembre 2018 | Taipei OEC Open                  | Taipei        | 115 000 $ | Moquette (int.) | Luksika Kumkhum       | Sabine Lisicki      | 6-1, 6-3       | Tableau  |
| 10 | 12 novembre 2018 | Oracle Challenger Series         | Houston       | 140 000 $ | Dur (ext.)      | Peng Shuai            | Lauren Davis        | 1-6, 7-5, 6-4  | Tableau  |

### Saison 2017
| N° | Date             | Nom du tournoi                           | Ville     | Dotation  | Surface         | Vainqueure        | Finaliste         | Score              | Parcours |
| -- | ---------------- | ---------------------------------------- | --------- | --------- | --------------- | ----------------- | ----------------- | ------------------ | -------- |
| 1  | 17 avril 2017    | Biyuan Cup Zhengzhou Women's Tennis Open | Zhengzhou | 115 000 $ | Dur (ext.)      | Wang Qiang        | Peng Shuai        | 3-6, 7-63, 1-1 ab. | Tableau  |
| 2  | 6 juin 2017      | Croatia Bol Open                         | Bol       | 115 000 $ | Terre (ext.)    | Aleksandra Krunić | Alexandra Cadanțu | 6-3, 3-0 ab.       | Tableau  |
| 3  | 5 septembre 2017 | Dalian Women's Tennis Open               | Dalian    | 115 000 $ | Dur (ext.)      | Kateryna Kozlova  | Vera Zvonareva    | 6-4, 6-2           | Tableau  |
| 4  | 6 novembre 2017  | E@ Hua Hin Championships                 | Hua Hin   | 115 000 $ | Dur (ext.)      | Belinda Bencic    | Hsieh Su-wei      | 6-3, 6-4           | Tableau  |
| 5  | 6 novembre 2017  | Engie Open de Limoges                    | Limoges   | 115 000 $ | Dur (int.)      | Monica Niculescu  | Antonia Lottner   | 6-4, 6-2           | Tableau  |
| 6  | 13 novembre 2017 | Taipei OEC Open                          | Taipei    | 115 000 $ | Moquette (int.) | Belinda Bencic    | Arantxa Rus       | 7-63, 6-1          | Tableau  |
| 7  | 20 novembre 2017 | Hawaï Open by Hawaï Tourism Authority    | Honolulu  | 115 000 $ | Dur (ext.)      | Zhang Shuai       | Jang Su-jeong     | 0-6, 6-2, 6-3      | Tableau  |
| 8  | 20 novembre 2017 | L&T Mumbai Open                          | Bombay    | 115 000 $ | Dur (ext.)      | Aryna Sabalenka   | Dalila Jakupović  | 6-2, 6-3           | Tableau  |

### Saison 2016
| N° | Date             | Nom du tournoi                        | Ville       | Dotation  | Surface         | Vainqueure            | Finaliste          | Score             | Parcours |
| -- | ---------------- | ------------------------------------- | ----------- | --------- | --------------- | --------------------- | ------------------ | ----------------- | -------- |
| 1  | 14 mars 2016     | San Antonio Open                      | San Antonio | 115 000 $ | Dur (ext.)      | Misaki Doi            | Anna-Lena Friedsam | 6-4, 6-2          | Tableau  |
| 2  | 31 mai 2016      | Croatia Bol Open                      | Bol         | 115 000 $ | Terre (ext.)    | Mandy Minella         | Polona Hercog      | 6-2, 6-3          | Tableau  |
| 3  | 6 septembre 2016 | Dalian Women's Tennis Open            | Dalian      | 115 000 $ | Dur (ext.)      | Kristýna Plíšková     | Misa Eguchi        | 7-5, 4-6, 2-5 ab. | Tableau  |
| 4  | 14 novembre 2016 | Engie Open de Limoges                 | Limoges     | 115 000 $ | Dur (int.)      | Ekaterina Alexandrova | Caroline Garcia    | 6-4, 6-0          | Tableau  |
| 5  | 14 novembre 2016 | Taipei OEC WTA Challenger             | Taipei      | 115 000 $ | Moquette (int.) | Evgeniya Rodina       | Chang Kai-chen     | 6-4, 6-3          | Tableau  |
| 6  | 21 novembre 2016 | Hawaï Open by Hawaï Tourism Authority | Honolulu    | 115 000 $ | Dur (ext.)      | Catherine Bellis      | Zhang Shuai        | 6-4, 6-2          | Tableau  |

### Saison 2015
| N° | Date             | Nom du tournoi              | Ville    | Dotation  | Surface         | Vainqueure         | Finaliste      | Score          | Parcours |
| -- | ---------------- | --------------------------- | -------- | --------- | --------------- | ------------------ | -------------- | -------------- | -------- |
| 1  | 27 juillet 2015  | Jiangxi Women's Tennis Open | Nanchang | 125 000 $ | Dur (ext.)      | Jelena Janković    | Chang Kai-chen | 6-3, 7-66      | Tableau  |
| 2  | 8 septembre 2015 | Dalian Women's Tennis Open  | Dalian   | 125 000 $ | Dur (ext.)      | Zheng Saisai       | Julia Glushko  | 2-6, 6-1, 7-5  | Tableau  |
| 3  | 9 novembre 2015  | Engie Open de Limoges       | Limoges  | 125 000 $ | Dur (int.)      | Caroline Garcia    | Louisa Chirico | 6-1, 6-3       | Tableau  |
| 4  | 9 novembre 2015  | E@ Hua Hin Championships    | Hua Hin  | 115 000 $ | Dur (ext.)      | Yaroslava Shvedova | Naomi Osaka    | 6-4, 68-7, 6-4 | Tableau  |
| 5  | 16 novembre 2015 | Taipei OEC WTA Challenger   | Taipei   | 125 000 $ | Moquette (int.) | Tímea Babos        | Misaki Doi     | 7-5, 6-3       | Tableau  |
| 6  | 23 novembre 2015 | Carlsbad Classic            | Carlsbad | 125 000 $ | Dur (ext.)      | Yanina Wickmayer   | Nicole Gibbs   | 6-3, 7-64      | Tableau  |

### Saison 2014
| N° | Date               | Nom du tournoi                                 | Ville    | Dotation  | Surface         | Vainqueure         | Finaliste           | Score         | Parcours |
| -- | ------------------ | ---------------------------------------------- | -------- | --------- | --------------- | ------------------ | ------------------- | ------------- | -------- |
| 1  | 21 juillet 2014    | Jiangxi Women's Tennis Open                    | Nanchang | 125 000 $ | Dur (ext.)      | Peng Shuai         | Liu Fangzhou        | 6-2, 3-6, 6-3 | Tableau  |
| 2  | 1er septembre 2014 | Huangcangyu WTA Suzhou Ladies Open             | Suzhou   | 125 000 $ | Dur (ext.)      | Anna-Lena Friedsam | Duan Ying-Ying      | 6-1, 6-3      | Tableau  |
| 3  | 1er septembre 2014 | Yinzhou Bank International Women's Tennis Open | Ningbo   | 125 000 $ | Dur (ext.)      | Magda Linette      | Wang Qiang          | 3-6, 7-5, 6-1 | Tableau  |
| 4  | 3 novembre 2014    | Engie Open de Limoges                          | Limoges  | 125 000 $ | Dur (int.)      | Tereza Smitková    | Kristina Mladenovic | 7-64, 7-5     | Tableau  |
| 5  | 3 novembre 2014    | Taipei OEC WTA Challenger                      | Taipei   | 125 000 $ | Moquette (int.) | Vitalia Diatchenko | Chan Yung-jan       | 1-6, 6-2, 6-4 | Tableau  |

### Saison 2013
| N° | Date              | Nom du tournoi                                 | Ville  | Dotation  | Surface         | Vainqueure          | Finaliste        | Score          | Parcours |
| -- | ----------------- | ---------------------------------------------- | ------ | --------- | --------------- | ------------------- | ---------------- | -------------- | -------- |
| 1  | 11 février 2013   | Copa Bionaire                                  | Cali   | 125 000 $ | Terre (ext.)    | Lara Arruabarrena   | Catalina Castaño | 6-3, 6-2       | Tableau  |
| 2  | 5 août 2013       | Caoxijiu Suzhou Ladies Open                    | Suzhou | 125 000 $ | Dur (ext.)      | Shahar Peer         | Zheng Saisai     | 6-2, 2-6, 6-3  | Tableau  |
| 3  | 22 septembre 2013 | Yinzhou Bank International Women's Tennis Open | Ningbo | 125 000 $ | Dur (ext.)      | Bojana Jovanovski   | Zhang Shuai      | 67-7, 6-4, 6-1 | Tableau  |
| 4  | 28 octobre 2013   | Nanjing Ladies Open                            | Nankin | 125 000 $ | Dur (ext.)      | Zhang Shuai         | Ayumi Morita     | 6-4, 0-0ab.    | Tableau  |
| 5  | 4 novembre 2013   | OEC Taipei WTA Ladies Open                     | Taipei | 125 000 $ | Moquette (int.) | Alison Van Uytvanck | Yanina Wickmayer | 6-4, 6-2       | Tableau  |

### Saison 2012
| N° | Date            | Nom du tournoi             | Ville  | Dotation  | Surface         | Vainqueure          | Finaliste         | Score    | Parcours |
| -- | --------------- | -------------------------- | ------ | --------- | --------------- | ------------------- | ----------------- | -------- | -------- |
| 1  | 29 octobre 2012 | OEC Taipei WTA Ladies Open | Taipei | 125 000 $ | Moquette (int.) | Kristina Mladenovic | Chang Kai-chen    | 6-4, 6-3 | Tableau  |
| 2  | 5 novembre 2012 | Royal Indian Open          | Pune   | 125 000 $ | Dur (ext.)      | Elina Svitolina     | Kimiko Date-Krumm | 6-2, 6-3 | Tableau  |